# Кобра (спецпідрозділ)
Гірськострілецький батальйон спеціального призначення «Кобра» — колишній гірськострілецький батальйон спеціального призначення внутрішніх військ МВС України. За основу геральдичної символіки та назви даного утворення силових структур було взято хижу змію Кобру.

## Історія
У 1996 році за ініціативою командувача військами Національної гвардії України (НГУ) генерал-майора Кухарця, під впливом бойових дій на Кавказі (Нагірний Карабах, Тбілісі, Сухумі, Придністров'я), у Криму у складі 7-ї дивізії НГУ були сформовані два гірськострілецькі батальйони: «Кобра» в Севастополі, населений пункт Балаклава і «Лаванда» в Сімферополі.
До їх підготовки командування батальйонів залучили як інструкторів досвідчених членів Севастопольської філії Української федерації альпінізму і Сімферопольського клубу спелеології. Через рік свого існування гірські стрільці Криму вирішили одне з головних своїх завдань — комплектування призовниками що пройшли первинну гірську і альпіністську підготовку в спортивних клубах України, і це в той час, коли ще комплектування контрактниками військових формувань в Україні ще навіть не обговорювалося.
Постійними учасниками тренувань і навчань в кримських горах спільно з гірськими стрільцями НГУ в Севастополі стала морська піхота, і підрозділу морських диверсантів ВМС України, які базувалися на острові Травневий в м. Очакові.
29 березня 1999 р. уперше в історії Національної гвардії відбулися бригадні навчання з бойовою стрільбою. 7-ма дивізія розгорнула бойові дії на високогірному Ангарському полігоні в Криму. Один батальйон блокував «банду бойовиків» в гірському масиві, а бійці обох гірськострілецьких батальйонів штурмували скелі, витісняючи «банду» на заздалегідь підготовлену вогневу позицію бригади зенітно-артилерійського і гарматного протитанкового дивізіонів, мінометна батарея, танки і БМП.
Окрім цього на навчаннях задіювалися спецпризначенці Головного управління «А» СБУ (по боротьбі з тероризмом), сили Державної служби охорони і прикордонники. Командував дивізією генерал-майор Шевченко, батальйоном «Кобра» майор Степанюк Олександр Сергійович, «Лавандой» майор Мицевич.
30 січня 2000 року під тиском депутатів Верховної Ради України які угледіли в самому факті існування Національної Гвардії загрозу демократії і передумови до тоталітаризму, президент підписав указ про розформування частин Національної гвардії України, як підрозділів, які виконали покладену на них місію по підтримці миру, демократії на території України, боротьбі із злочинністю, охороні громадського порядку і об'єктів особливої важливості.
Батальйони «Лаванда» і «Кобра» були передані у ведення внутрішніх військ МВС України.

## Завдання
Основними завданнями підрозділу був пошук і знищення незаконних озброєних формувань в гірській місцевості, звільнення заручників, затримання або ліквідація особливо-небезпечних злочинців, боротьба з диверсійно-розвідувальними підрозділами супротивника.
В умовах виникнення збройного конфлікту, «Кобра» була здатна виконувати загальновійськові функції глибинної розвідки і диверсійного підрозділу, здатна захоплювати і утримувати гірські перевали, здійснювати обхідні і флангові маневри в гірській і сильно пересіченій місцевості.

## Відео
- Горнострілецькі підрозділи ВВ МВС України [Архівовано 27 Червня 2015 у Wayback Machine.]